# Vinnie Ream
Lavinia Ellen "Vinnie" Ream Hoxie (Madison, 25 de setembro de 1847 — Washington, D.C., 20 de novembro de 1914) foi uma escultora norte-americana. É conhecida por seu trabalho mais famoso, a estátua do presidente dos EUA, Abraham Lincoln, na rotunda do Capitólio dos Estados Unidos.

## Vida pessoal
Lavinia Ellen Ream nasceu em 25 de setembro de 1847, em Madison, Wisconsin. Seu pai, Robert, era agrimensor e funcionário público do Território de Wisconsin. Sua mãe era uma McDonald de ascendência escocesa. Seu irmão Robert se alistou no exército confederado, no Arkansas, servindo na artilharia de Woodruff. Vinnie frequentou o Christian College em Columbia, Missouri, agora conhecido como Columbia College. Um retrato de Martha Washington feito por Ream está pendurado em St. Clair Hall.

## Carreira

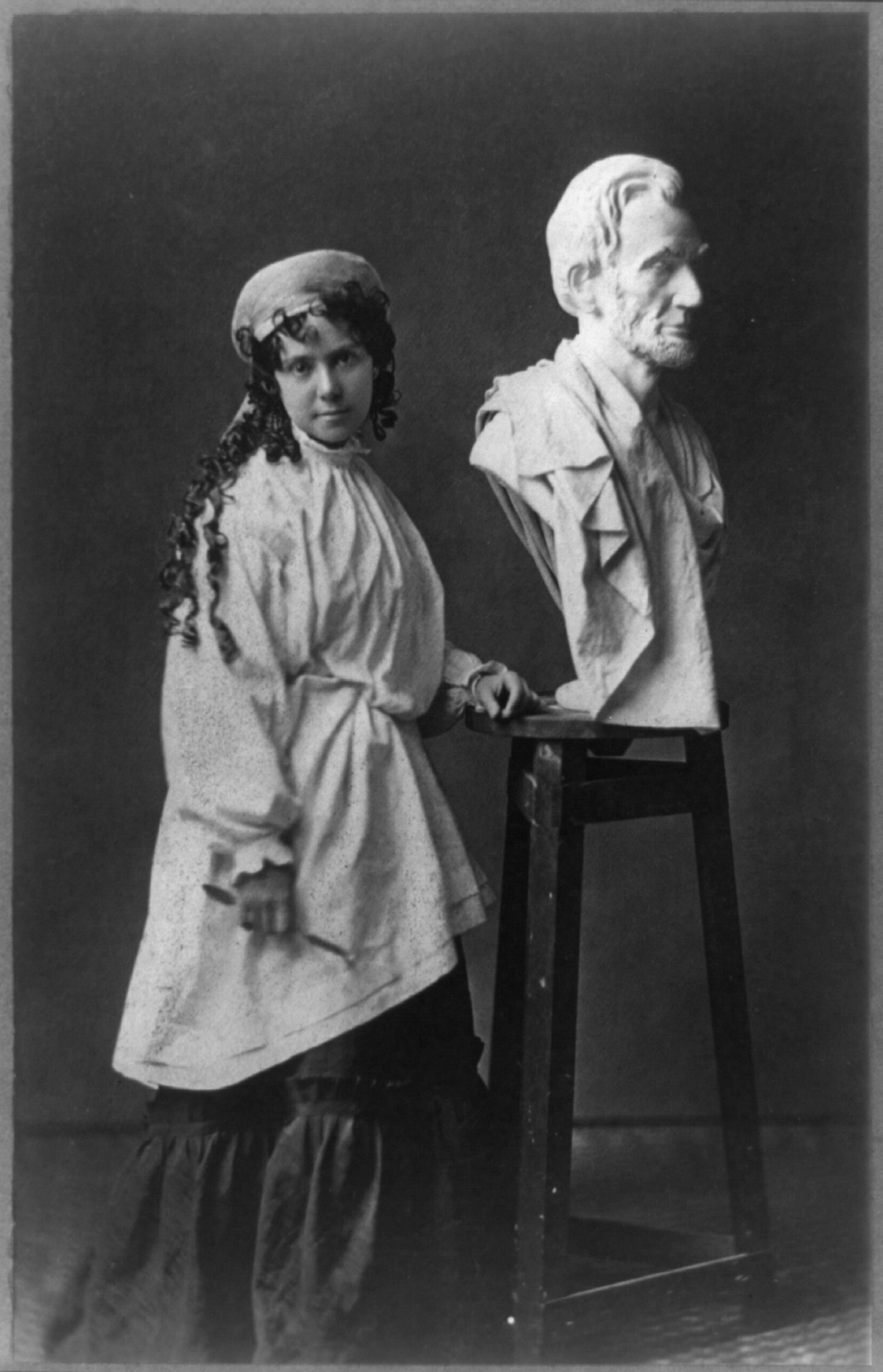
Retrato de Ream com o busto de Lincoln

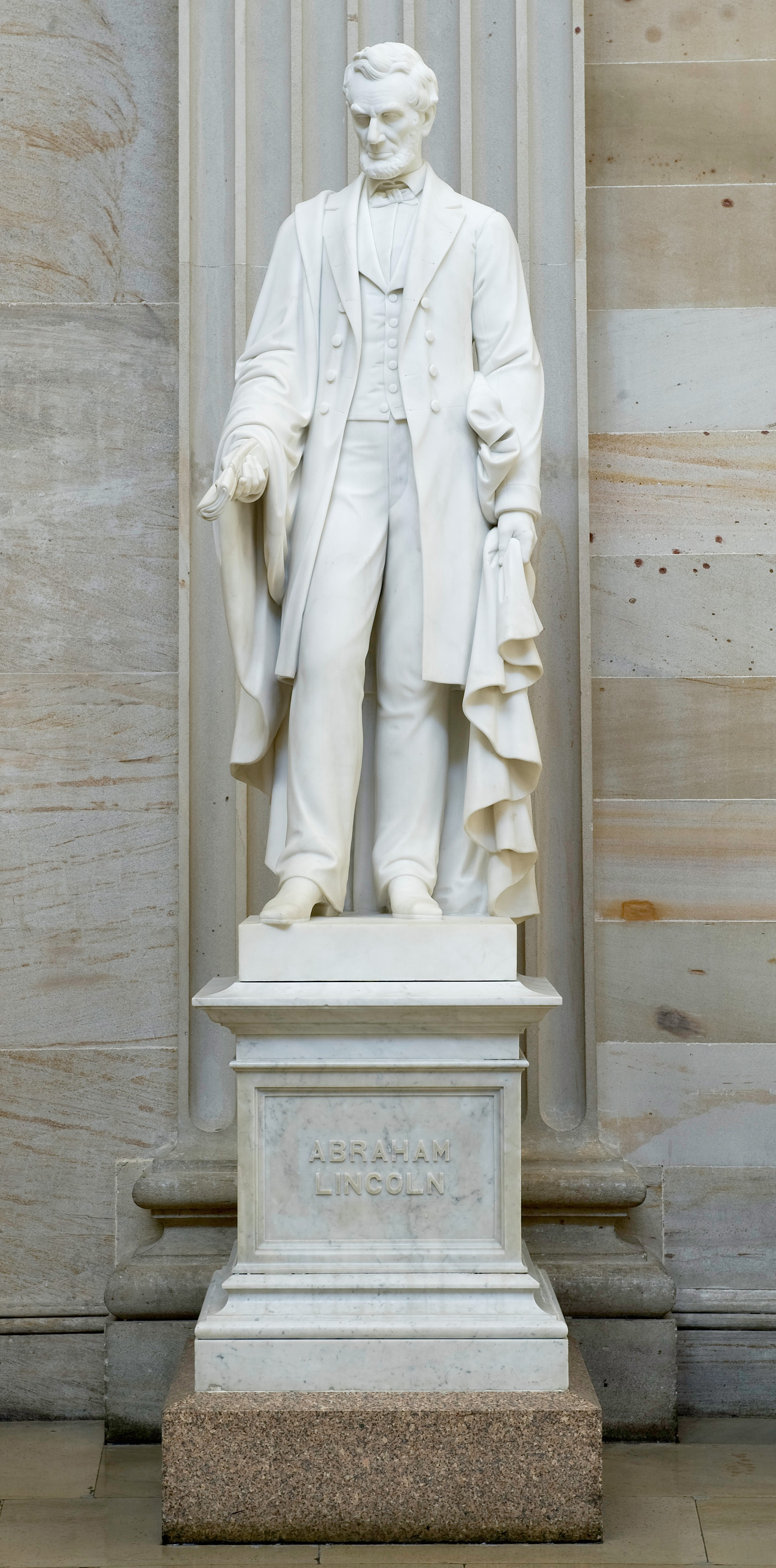
Estátua de Ream de Abraham Lincoln

Em 1861, sua família se mudou para Washington, DC. Depois que a saúde de seu pai começou a se degradar, ela começou a trabalhar fora de casa para sustentar sua família. Ream foi uma das primeiras mulheres a ser empregada pelo governo federal, como escriturária de correspondências dos Correios dos Estados Unidos de 1862 a 1866, durante a Guerra Civil Americana. Ela cantou na Igreja Batista E Street e pelos enfermos nos hospitais de Washington, DC. Ream também coletou materiais para a Grande Comissão Sanitária.
Em 1863, James S. Rollins apresentou Ream ao escultor Clark Mills. Ela se tornou aprendiz no estúdio de escultura de Mills no ano seguinte, aos dezessete anos. Em 1864, o presidente Lincoln concordou em posar para ela pelas manhãs por cinco meses para sua modelagem, e ela criou um busto da figura dele. Durante esse período, Ream também iniciou intensos esforços de relações públicas, vendendo fotografias de si mesma e solicitando a atenção do jornal como estratégia de marketing.
Ream foi a artista mais jovem e a primeira mulher a receber uma comissão como artista do governo dos EUA por uma estátua. Ela recebeu a comissão da estátua de mármore de Carrara em tamanho real de Lincoln por uma votação do Congresso em 28 de julho de 1866, quando tinha 18 anos. Ela usara seu busto anterior de Lincoln como sua base no concurso de seleção para a escultura em tamanho real. No entanto, houve um debate significativo sobre sua seleção como escultora devido à preocupação com sua inexperiência e as acusações difamatórias de que ela era uma "lobista" ou uma mulher pública de reputação questionável. Ela era conhecida por sua beleza e suas habilidades de conversação, o que provavelmente contribuiu para essas acusações. Ela trabalhou em um estúdio na sala A do porão do Capitólio.
O senador Edmund G. Ross embarcou com a família de Ream durante o julgamento de impeachment do presidente dos Estados Unidos, Andrew Johnson. Ross votou decisivamente contra a remoção do presidente Johnson do cargo, e Ream foi acusada de influenciar seu voto. Ela quase foi expulsa do Capitólio com sua estátua inacabada de Lincoln, mas a intervenção de poderosos escultores de Nova York impediu que isso acontecesse. Depois que o governo dos EUA aprovou seu modelo de gesso, Ream viajou para Paris, Munique, Florença e Roma, para terminar de produzir uma figura de mármore. Ela estudou com Léon Bonnat em Paris, produzindo bustos de Gustave Doré, Père Hyacynthe, Franz Liszt e Giacomo Antonelli. Seu estúdio em Roma foi na 45 Via de San Basile. Ela conheceu Georg Brandes na época. Enquanto estava em Roma, ela enfrentou rumores controversos que afirmavam que eram os trabalhadores italianos e não Ream que eram responsáveis por sua escultura bem-sucedida de Lincoln.
Quando a estátua foi completa, Ream retornou a Washington. Em 25 de janeiro de 1871, sua estátua de mármore branco do presidente dos Estados Unidos Abraham Lincoln foi revelada na rotunda do Capitólio dos Estados Unidos, quando Ream tinha apenas 23 anos de idade. Mais tarde, ela abriu um estúdio na 704 Broadway, em Nova York. Em 1871, ela fez uma exposição na American Institute Fair.
Ela voltou a Washington e abriu um estúdio e salão na 235 Pennsylvania Avenue. Ela não teve sucesso em sua entrada na competição para a criação da estátua de Thomas. Em 1875, George Armstrong Custer posou para ela para um retrato do busto. Em 1876, ela exibiu-se na Exposição do Centenário. Em novembro de 1877, ela produziu um modelo para uma estátua de Lee em Richmond. Depois de fazer lobby com William Tecumseh Sherman e a Sra. Farragut, ganhou uma competição para esculpir o almirante David G. Farragut. Sua escultura, localizada na Praça Farragut, Washington, DC, foi dedicada em 25 de abril de 1881.
Ream se casou com Richard L. Hoxie, do Corpo de Engenheiros do Exército dos EUA, em 28 de maio de 1878. Eles tiveram um filho. Seu marido foi transferido para Montgomery, Alabama, e Saint Paul, Minnesota. Seu trabalho basicamente cessaria durante o casamento, porque Richard achava que não era apropriado uma esposa vitoriana ganhar dinheiro, e ela seguiu seus desejos. Finalmente, os Hoxies se estabeleceram na rua K 1632, em Washington, perto da Praça Farragut, e tinham uma casa de verão na rua 310 South Lucas Street, Iowa City, Iowa.
Suas esculturas de mármore, América, Ocidente e Miriam, foram exibidas no Woman's Building na Exposição Colombiana Mundial de 1893, em Chicago, Illinois. Ream projetou a primeira estátua de um nativo americano, Sequoyah, a ser colocada no National Statuary Hall, no Capitólio.
Ela morreu em Washington em 20 de novembro de 1914. Ream e seu marido estão enterrados na seção três do Cemitério Nacional de Arlington, marcada por sua estátua Safo.

### Legado
Um selo First Day Cover foi emitido em homenagem a Ream e seu trabalho na estátua Sequoyah, a inventora nativa americana do alfabeto Cherokee. George Caleb Bingham pintou seu retrato duas vezes. A cidade de Vinita, Oklahoma, foi nomeada em homenagem a Ream.